# Digitaria delicata
Digitaria delicata är en gräsart som beskrevs av Paul Goetghebeur. Digitaria delicata ingår i släktet fingerhirser, och familjen gräs. Utöver nominatformen finns också underarten D. d. recedens.